# Южовка (приток Большой Кокшаги)
Южовка — река в России, протекает в Республике Марий Эл и Кировской области. Устье реки находится в 138 км от устья Большой Кокшаги по левому берегу. Длина реки составляет 19 км, площадь водосборного бассейна — 132 км².
Исток реки расположен у деревни Алексеиха в Кировской области близ границы с Марий Эл в 11 км к юго-востоку от Санчурска. Река течёт на юго-запад, протекает деревни Упирково, Малое Притыкино, Большое Притыкино, Боркино, Левкино, Васькино (Кировская область) и Юж-Сапарово, Юж-Толешево, Соловьи (Марий Эл). Впадает в Большую Кокшагу в ненаселённом лесном массиве к югу от деревни Юж-Толешево.

## Данные водного реестра
По данным государственного водного реестра России относится к Верхневолжскому бассейновому округу, водохозяйственный участок реки — Волга от Чебоксарского гидроузла до города Казань, без рек Свияга и Цивиль, речной подбассейн реки — Волга от впадения Оки до Куйбышевского водохранилища (без бассейна Суры). Речной бассейн реки — (Верхняя) Волга до Куйбышевского водохранилища (без бассейна Оки).
Код объекта в государственном водном реестре — 08010400712112100000763.